# Elektra (film 1962)
Elektra (gr. Ilektra) – grecki film z 1962 roku w reżyserii Michaela Cacoyannisa. Film jest oparty na sztuce Eurypidesa o tym samym tytule, nawiązującej do historii Elektry, córki Agamemnona z mitologii greckiej. Zdjęcia kręcono w Argos i Mykenach na Peloponezie.
W 1962 został wyselekcjonowany jako grecki kandydat do nagrody Amerykańskiej Akademii Filmowej w kategorii najlepszy film nieanglojęzyczny i ostatecznie uzyskał nominację.
Polska premiera odbyła się w podwójnym pokazie z reportażem W klubie.

## Fabuła
Elektra jest postacią z greckiego mitu o Atrydach. Jest córką Agamemnona i Klitemnestry oraz siostrą Orestesa i Ifigenii. Po tym jak pewnego dnia matka wraz ze swoim kochankiem zabija jej ojca, dziewczyna wychodzi za mąż za zwykłego wieśniaka. Dziewczyna jednak nigdy nie wybaczyła swojej matce, gdy jej brat wraca z zesłania namawia go, by dokonać zemsty. Wkrótce oboje biorą odpowiedzialność za matkobójstwo.

## Obsada[1]
- Irene Papas – Elektra
- Giannis Fertis – Orestes
- Aleka Katselli – Klitajmestra
- Manos Katrakis – pedagog
- Notis Peryalis – mąż Elektry
- Fivos Razi – Aegisthus
- Takis Emmanuel – Pylades
- Theano Ioannidou – głowa chóru
- Theodoros Dimitriou – Agamemnon
- Elsie Pittas – młoda Elektra
- Petros Ampelas – młody Orestes

## Wersja polska
Reżyseria: Henryka Biedrzycka

Tłumaczenie i konsultacja: Stefania Skwarczyńska

Udział wzięli:
- Aniela Świderska – Elektra
- Józef Łotysz – Orestes
- Zofia Tymowska – Klitajmestra
- Zygmunt Maciejewski – Egist
- Jan Żardecki – Pylades
- Tadeusz Bartosik – mąż Elektry
- Aleksander Michałowski – pedagog

Źródło: